# Sneakin' Suspicion
Sneakin' Suspicion är ett musikalbum av Dr. Feelgood, lanserat 1977 på skivbolaget United Artists. Albumet som var deras tredje studioalbum, och fjärde totalet blev det sista där gitarristen och originalmedlemmen Wilko Johnson medverkade. Med titelspåret fick gruppen sin första notering på brittiska singellistan, och albumet självt nådde plats 10 på UK Albums Chart. Då gruppen inte lyckats slå igenom i USA valde de efter denna skiva att sluta ge ut sina album där.

## Låtlista
(kompositör inom parentes)
1. "Sneakin' Suspicion" (Wilko Johnson) - 3:50
2. "Paradise" (Wilko Johnson) - 4:03
3. "Nothin' Shakin' (But the Leaves on the Trees)" (Cirino Colacrai, Eddie Fontaine, Johnny Gluck, Diane Lampert) - 3:28
4. "Time and the Devil" (Wilko Johnson) - 2:59
5. "Lights Out" (Seth David, Mac Rebennack) - 1:54
6. "Lucky Seven" (Lew Lewis) - 2:46
7. "All My Love" (Wilko Johnson) - 3:47
8. "You'll Be Mine" (Willie Dixon) - 3:17
9. "Walking on the Edge" (Wilko Johnson) - 3:39
10. "Hey Mama, Keep Your Big Mouth Shut" (Ellas McDaniel) - 3:56

## Fotnoter
1. ↑  http://www.officialcharts.com/artist/16295/dr--feelgood/